# Japonism
| Japonism |
| --- |
| Young Ladies Looking at Japanese Objects (James Tissot, 1869) är en illustration av den nyfikenhet som rådde i Västvärlden på allt japanskt efter att landet öppnades för omvärlden under Meijirestaurationen 1860. Detta medförde att stora mängder objekt från Japan kom till väst för försäljning. - Betydelse – japanska influenser på Västerlandet kultur - Tidsperioder – 1800-tal till tidigt 1900-tal (med tidigare rötter) - Påverkade strömningar – impressionism, tidig modernism, art nouveau, kubism |

Japonism (från franskans japonisme, först använt 1872) avser influenser från japansk konst, mode och estetik inom västerländsk kultur, och är en specifik form av orientalism. Termen används främst för att poängtera japansk påverkan på europeisk konst, särskilt under den tidiga modernismen och specifikt impressionismen, där den var en mycket betydelsefull influens. Japonismen började märkas inom fransk bildkonst kring 1860-talet  medan den initialt i England främst märktes inom konsthantverk.
Från 1860-talet utgjorde ukiyo-e, de japanska träsnitten, en stor inspiration för många europeiska konstnärer i Frankrike, och på andra håll och fungerade som en av flera utgångspunkter för utvecklingen av både art nouveau och kubism. Konstnärerna påverkades främst av avsaknaden av perspektiv och skuggor, de platta ytorna, kraftfulla mönstren och starka färgerna. Annat som påverkade den europeiska bildkonsten var den kompositionella friheten som det innebar att placera subjektet utanför centrum av bilden, att man lade fokus på detaljer och stillhet istället för stora landskap och händelser, och valet av kvadratiska eller stående bildutsnitt.

## Historia

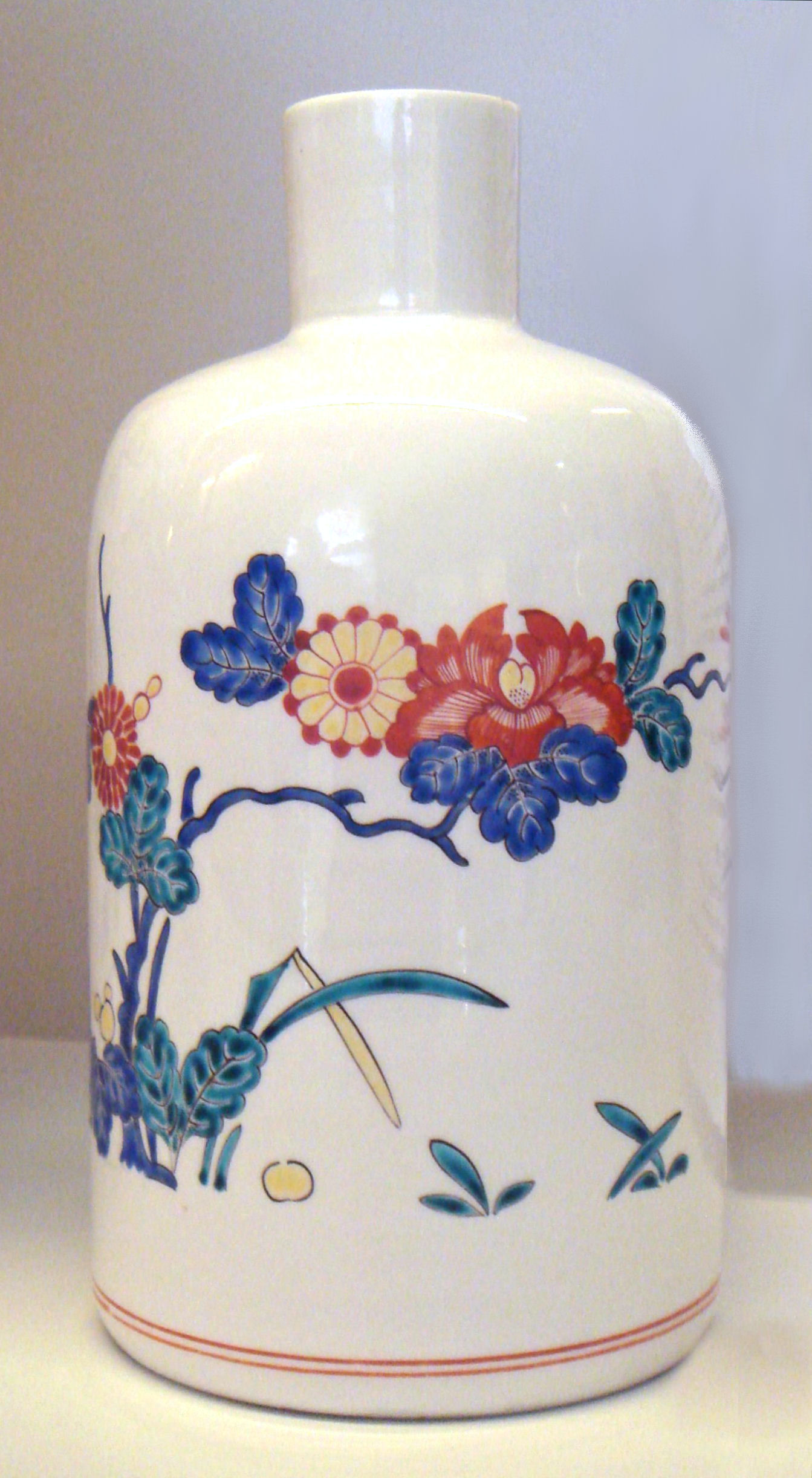
Porslinsflaska av Chantilly i kakiemonstil, 1730–1735.

### Föregångare under 1600- och 1700-talen
Sedan senare delen av 1600-talet har japanskt keramik, och i viss mån även japanska lackarbeten exporterats från staden Arita och utgjorde redan då en ganska viktig stilinfluens i Europa. Det äldsta kända inventariet i Europa som inkluderar japansk keramik gjordes i Burghley House 1688. Japanskt blåvitt porslin exporterades till Europa där man försökte kopiera det tillsammans med det mycket karaktäristiska japanska porslinet kakiemon, som reproducerades i stor skala över hela Europa, speciellt under rokokon, av exempelvis Meissen i Tyskland och Chantilly i Frankrike.

### 1800-talet

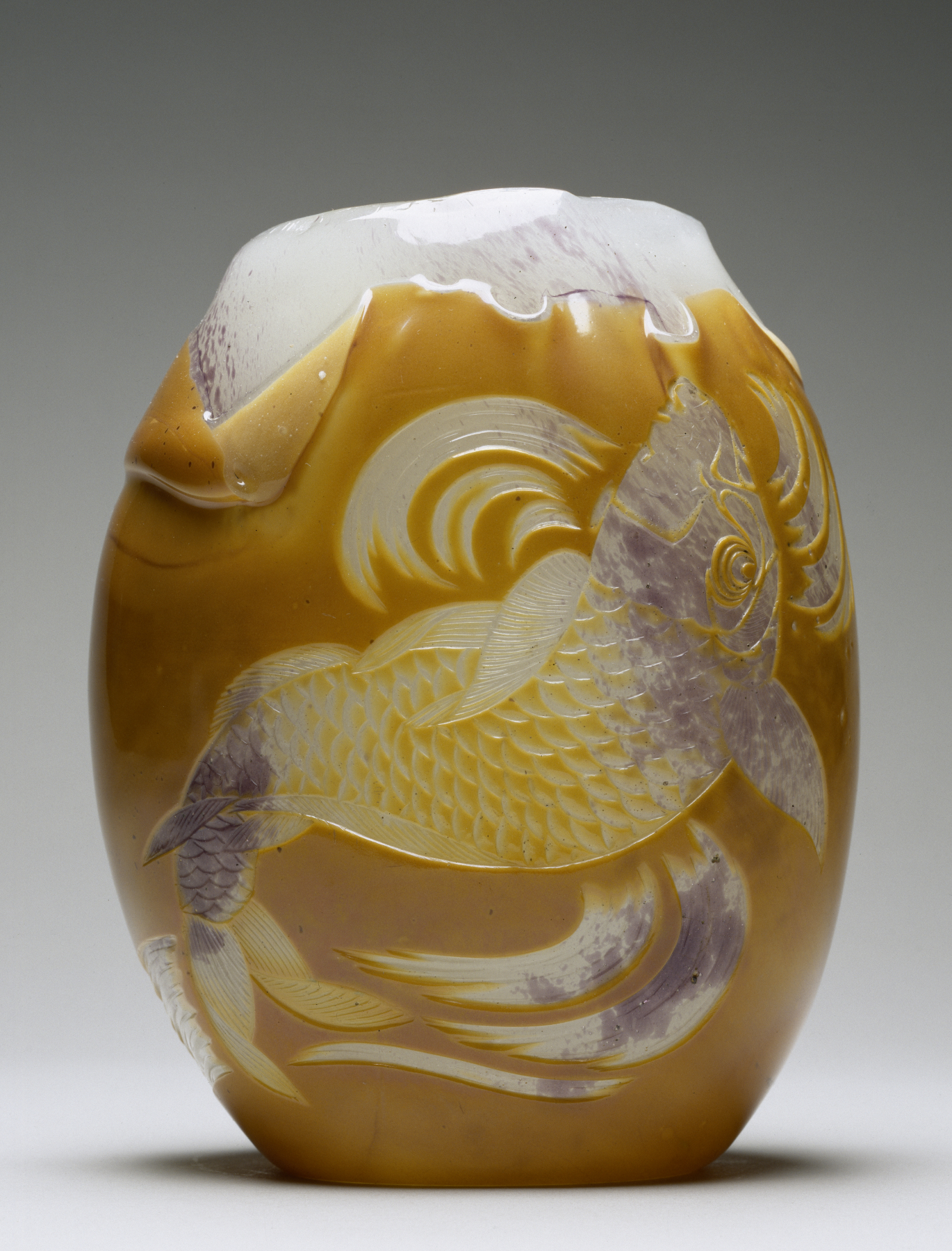
Vas med karpar av det franska glasbruket Appert Frères, 1878–1884.

Under Kaeiperioden (1848–1854), efter att Japan hade varit isolerat från omvärlden i mer än 200 år, fick utländska skepp återigen besöka landet. Efter Meijirestaurationen 1868 upphörde Japans långa nationella isolering och import från västvärlden accepterades igen, vilket bland annat medförde införsel av foto- och tryckteknik. I utbyte exporterades mycket japansk keramik och ukiyo-e-tryck, vilket följdes av textilier, bronser, emaljarbeten och andra konstföremål till Europa och Amerika, vilka snabbt blev mycket populära.

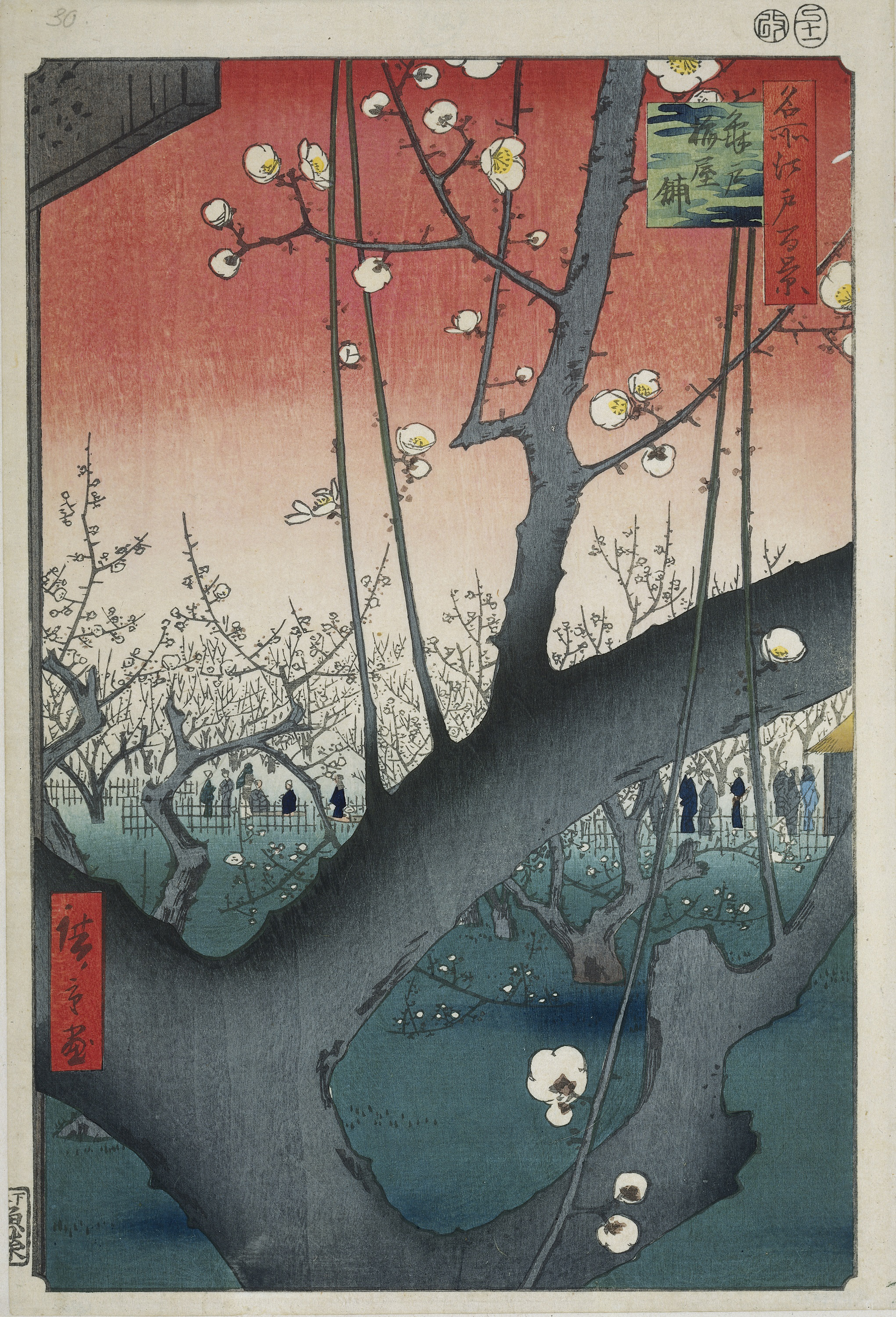
Exempel på ett av alla ukiyo-e som gjorde så stort intryck på flera konstnärer under sena 1800-talet. Träsnittet Plommonträdgården i Kameido från 1857 av Utagawa Hiroshige, ur hans serie Hundra berömda vyer av Edo.

Japonismen började som en effekt av det stora intresset för att samla japansk konst, speciellt ukiyo-e. I mitten av 1850-talet kom den franska konstnären Félix Bracquemond över sidor ur bilderboken Hokusai Manga vilka använts som omslagspapper för att skydda porslin. Redan 1860 och 1861 förekom svartvita reproduktioner av ukiyo-e i böcker som avhandlade Japan. Baudelaire skrev i ett brev 1861, "För ett tag sedan fick jag ett paket med japanerier. Jag har delat upp dem bland mina vänner...". År 1862 öppnade La Porte Chinoise, en affär specialiserad på att sälja japanska objekt, däribland tryck, på rue de Rivoli, en av Paris mest fashionabla shoppinggator, och vilken hade ett flertal kända konstnärer i sitt klientel, däribland James Tissot.
På samma sätt som Paris utgjorde centrum för den japanska konsten i Europa så var konstnären Whistler central när den japanska konsten introducerades i England. Whistler skapade en stor samling med japansk konst under sina år i Paris innan han kom till England 1859. I England hade studiet och insamlandet av japansk konst börjat så tidigt som 1852. Men i England var det främst inom konsthantverk och formgivning som den japanska konsten kom att influera.
Trots Braquemonds initiala kontakt med en av de stora klassikerna vad gäller ukiyo-e var det främst sentida japanska konstnärer från 1860- och 1870-talen som nådde Europas konstnärer. Först senare kom tryck av Hiroshige, Utamaro och Hokusai till Europa, vilka kom att influera konstnärer som Toulouse-Lautrec och Van Gogh. Samtidigt propagerade många amerikanska bildkonstnärer och intellektuella att edoperiodens träsnitt var en vulgär konstform och framhöll istället de mer religiösa japanska måleriet som kallas Yamato-e (大和絵).

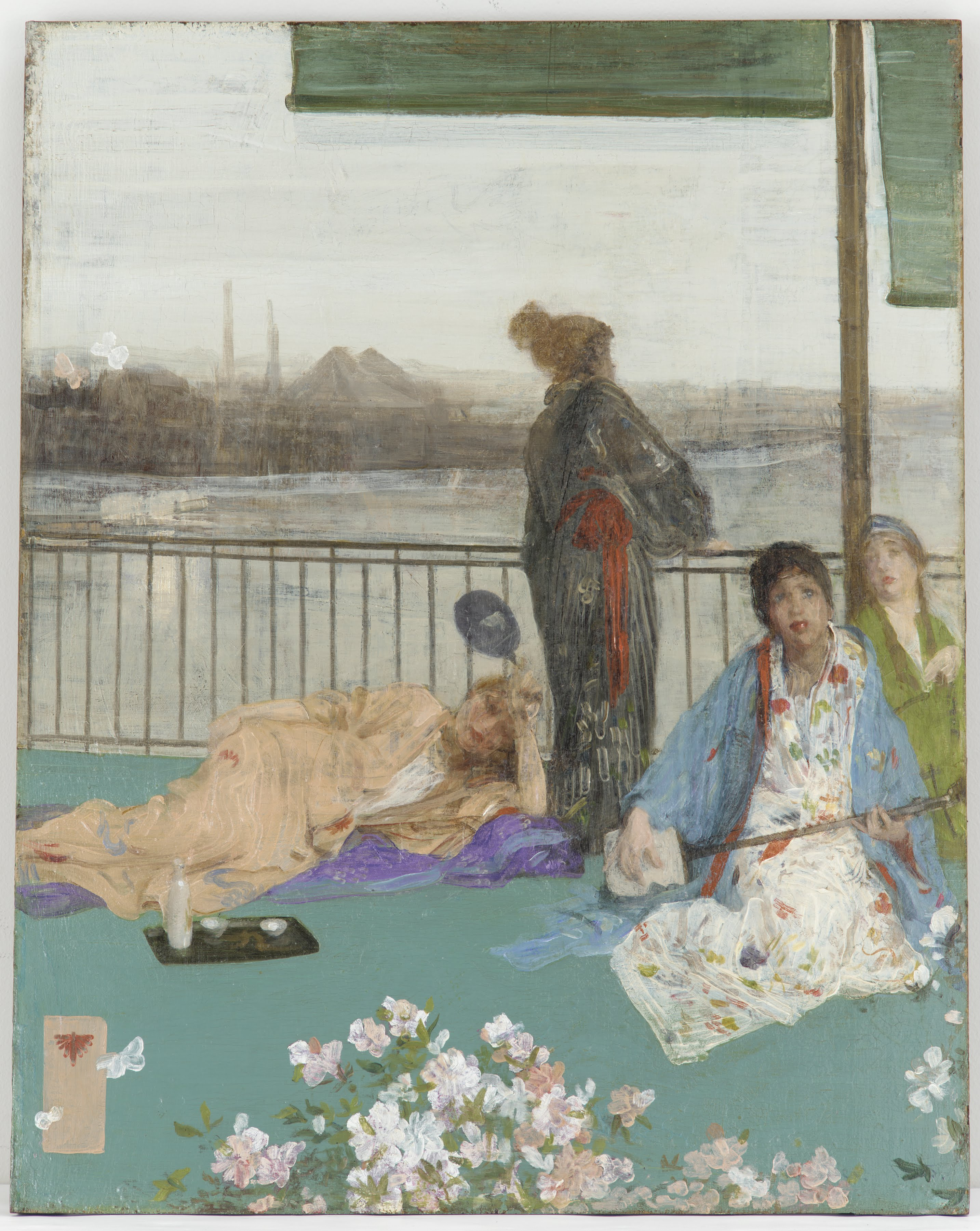
Variations in Flesh Colour and Green – The Balcony av James McNeill Whistler, som han målade på under åren 1864–1879.

Den japanska avdelningen på Världsutställningen i London 1862 sattes samma av Sir Rutherford Alcock (brittisk minister i Edo från 1859) och omfattade hans egen samling. Detta kom att betyda mycket för den japanska konstens ställning i England. Den engelska botanisten, formgivaren och teoretikern Christopher Dresser (1834–1904) inhandlade flera artefakter från utställningen och var en av få brittiska formgivare som besökte Japan vid den här tiden, vilket skedde 1876 då han var inbjuden som gäst av den japanska nationen. Under hela sin långa karriär förespråkade han japansk konst och formgivning. På utställningen 1862 presenterades en svartbetsad stol av AF Bornemann & Co i Bath, möjligen formgiven av Dresser, vilken idag anses vara den första dokumenterade japonistiska möbeln. Fem år senare gjorde Edward William Godwin en hel serie med japonistiska möbler, inklusive ett sideboard som gjordes i flera versioner.

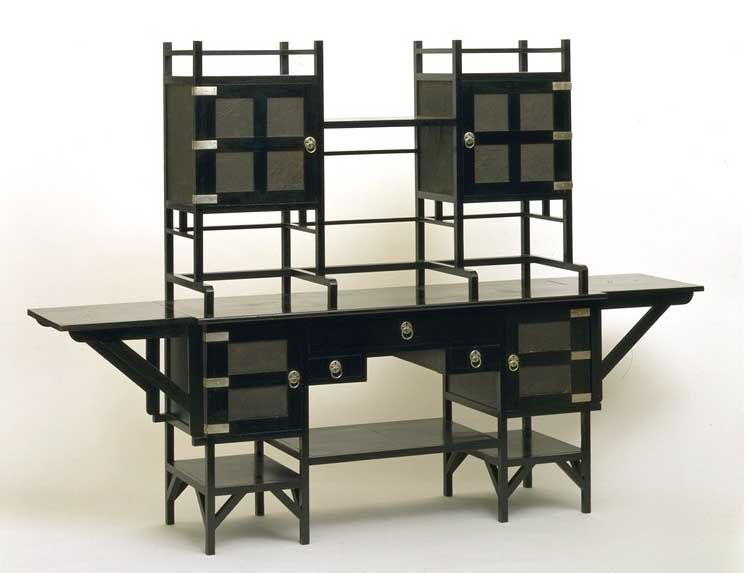
Edward William Godwin formgav ett antal japaninspirerade möbler, inklusive detta sideboard, 1867–1870.

På Världsutställningen 1867 i Paris hade shogunatet, Satsumaprovinsen och Sagaprovinsen en gemensam paviljong där en mängd japansk konst och japaninspirerad europeisk konst presenterades, bland annat Félix Bracquemonds Service Rousseau. Det var först på Världsutställningen 1873 i Wien som nationen Japan officiellt deltog. Man lät bland annat bygga en shintohelgedom och en japansk trädgård med en vit träportal, en så kallad torii. Där fanns också en fyra meter hög modell av pagoden vid Tennojitemplet i Yanaka, Tokyo, en modell av den stora buddhastatyn vid Kamakura, en två meter i diameter stor trumma och en rispapperslampa, fyra meter i diameter med bilden av en drake framför ett vattenfall. Man hade också en industripaviljong där man presenterade ukiyo-e och konstindustriprodukter. Tusentals japanska solfjädrar sålde slut redan första veckan.
Det japanska deltagandet på dessa utställningar ökade intresset för japansk konst och japonism och fick ett antal japanska konsthandlare att bosätta sig i Paris, exempelvis Tadamasa Hayashi och Iijima Hanjuro. Under 1870- och 1880-talen gjorde många europeiska och amerikanska samlare, författare och konstkritiker resor till Japan, vilket resulterade i en stor mängd artiklar om japansk estetik och en ännu större spridning av träsnitt från edoperioden, speciellt i Frankrike. Efter en resa till Japan 1885 publicerade Pierre Loti sin roman Madame Chrysanthème 1887, som handlar om en officer som för en tid gifter sig med en geisha under sin tid i Nagasaki. Boken inspirerade sedan Giacomo Puccini att skapa Madame Butterfly.
Men absoluta merparten av dem som lät sig inspireras av japonismen besökte aldrig Japan utan tog intryck utifrån importerade verk, berättelser, hörsägen och myter, och många gånger reproducerade japonismen fördomsfulla, ibland rent rasistiska föreställningar om japaner och japanska seder och bruk. Istället för japansk översatt litteratur var det västerländska författarens verk om Japan som var populära. Ett exempel är den grekisk-brittiske journalisten och författaren Lafcadio Hearn vars böcker om Japan innehöll poesi, legender, spökhistorier och andra berättelser skrivna utifrån japanska förlagor. Ett annat exempel är den kinesisk-kanadensiska författaren Winnifred Eaton, som skrev mycket populära exotistiska berättelser om Japan under pseudonymen Onoto Watanna. Medan den japanska konsten blev allt mer populär i Europa, så ledde västerniseringen, den så kallade bunmeikaika (文明開化), istället till prestigeförlust för träsnittet i Japan.

## Konstnärer och rörelser

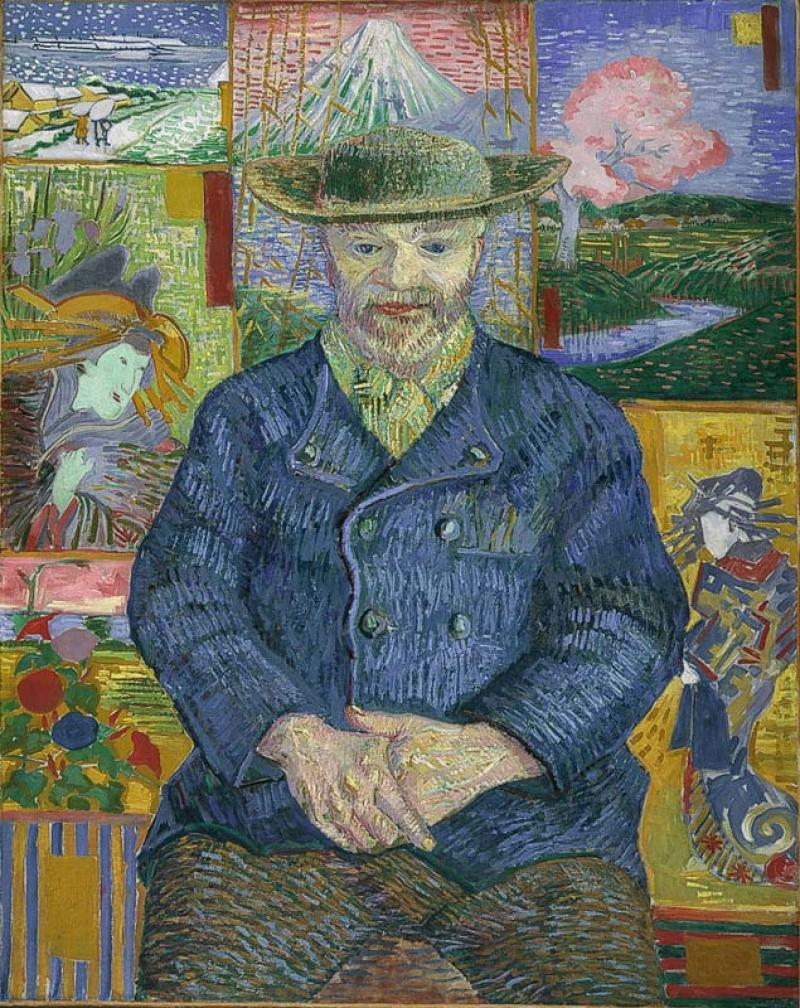
Porträtt av Père Tanguy från 1887 av Vincent van Gogh, ett exempel på hur Ukiyo-e påverkade den västerländska konsten.

Exempel på de som lät sig inspireras av japansk konst var bland annat konstnärerna James Tissot, James McNeill Whistler, Édouard Manet, Claude Monet, Vincent van Gogh, Edgar Degas, Auguste Renoir, Camille Pissarro, Paul Gauguin, Henri de Toulouse-Lautrec, Mary Cassatt, Bertha Lum, William Bradley, Aubrey Beardsley, Arthur Wesley Dow, Alphonse Mucha, Gustav Klimt, Pierre Bonnard, och systrarna Frances och Margaret Macdonald, arkitekterna Edward William Godwin, Frank Lloyd Wright, Charles Rennie Mackintosh och Stanford White, keramikerna Edmond Lachenal och Taxile Doat. Vissa konstnärer, som Georges Ferdinand Bigot och Helen Hyde flyttade till Japan på grund av sin stora fascination för japansk konst.
Trots att många konstformer influerades så blev, kanske föga förvånande, just tryckkonsten extra påverkad, men uttryck för japonism skapades främst genom litografier och inte med träsnitt. Det var först Félix Vallotton och Paul Gauguin som skapade japonistiska träsnitt, men då främst bara i svartvitt.

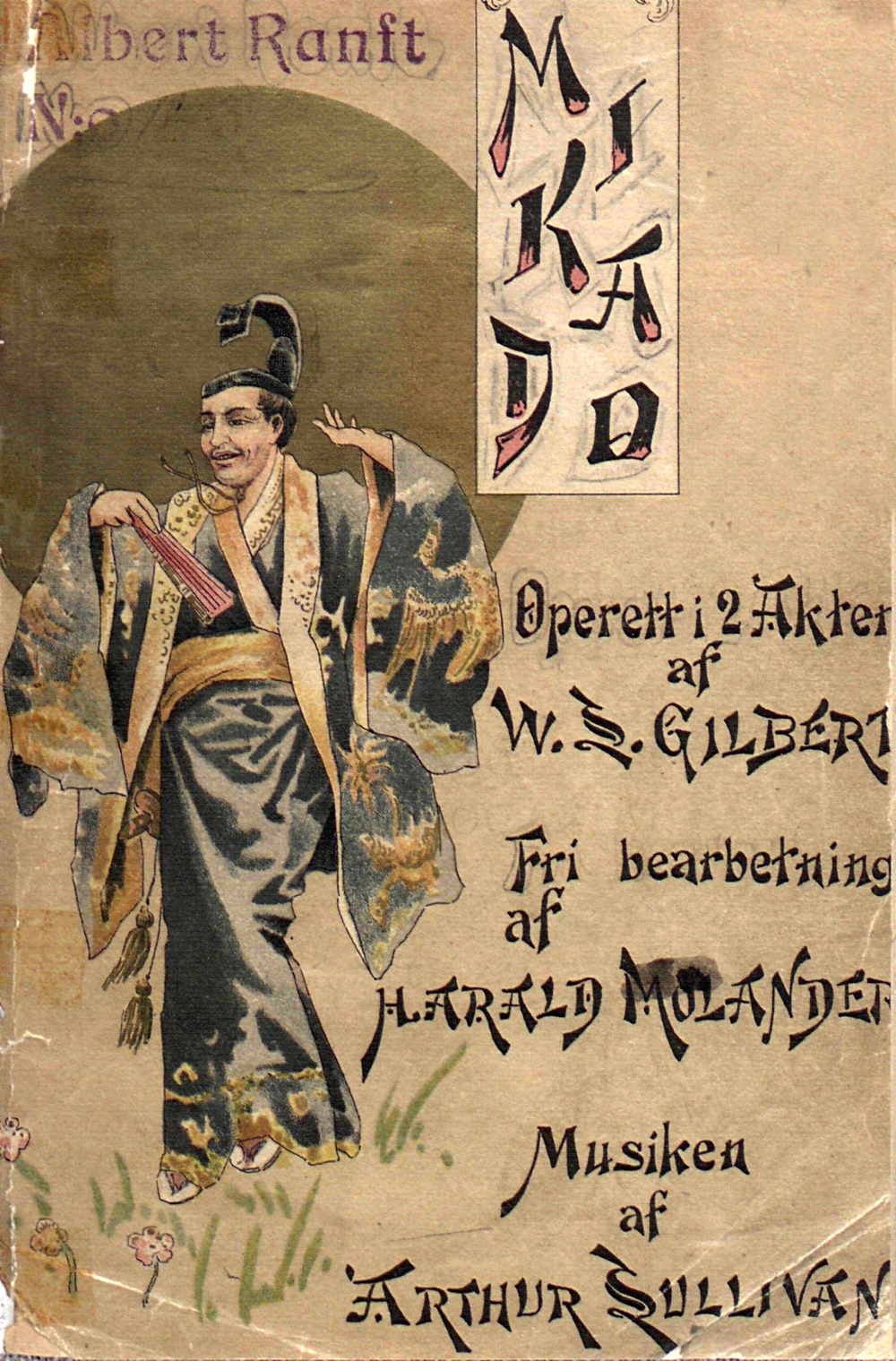
Omslag till Harald Molanders svenska översättning från 1890 av operetten The Mikado från 1885.

Flera av Van Goghs målningar imiterar ukiyo-e, både stil- och motivmässigt. Till dessa hör Le Père Tanguy, ett porträtt av ägaren av en konstmaterialbutik, vilken avbildar sex olika japanska träsnitt i bakgrunden. Målningen La Courtisane från 1887 bygger på en ukiyo-e av Keisai Eisen som Van Gogh fann på omslaget av tidskriften Paris Illustré 1886. Vid den här tiden vistades han i Antwerpen och samlade redan på japanska träsnitt.

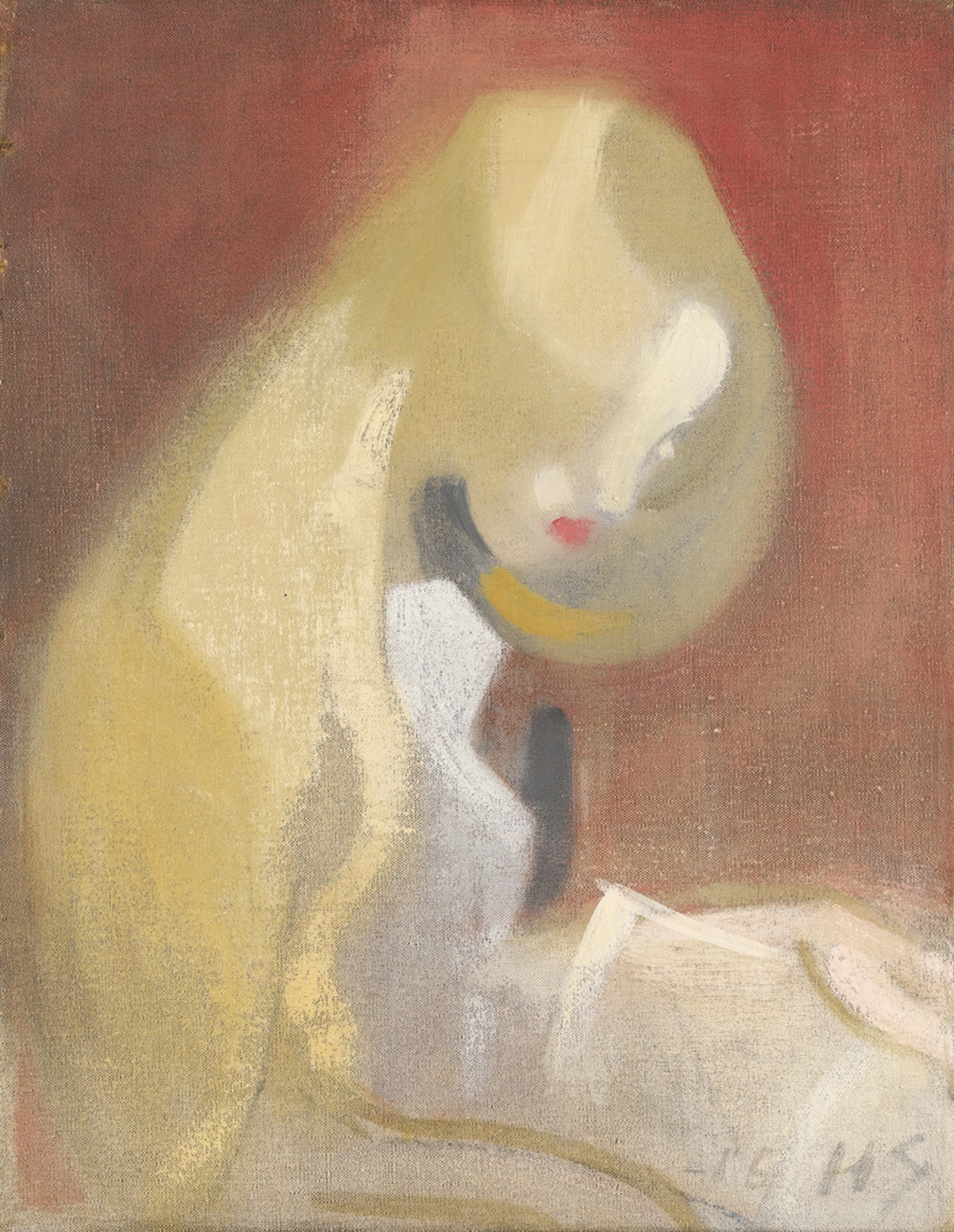
Flicka med blont hår från 1916 av Helene Schjerfbeck som var mycket inspirerad av japonismen och klädde både sig själv och sina modeller i kimonor.

Till Norden kom japonismen kring slutet av 1870-talet. Konstnärer som tydligt lät sig influeras var bland andra Helene Schjerfbeck, Edvard Munch, Carl Larsson, Vilhelm Hammershøi, Pekka Halonen, Bruno Liljefors, Albert Edelfelt och Gallen-Kallela. Inom formgivning kan nämnas Alfred William Finchs keramik och Frida Hansens gobelänger.

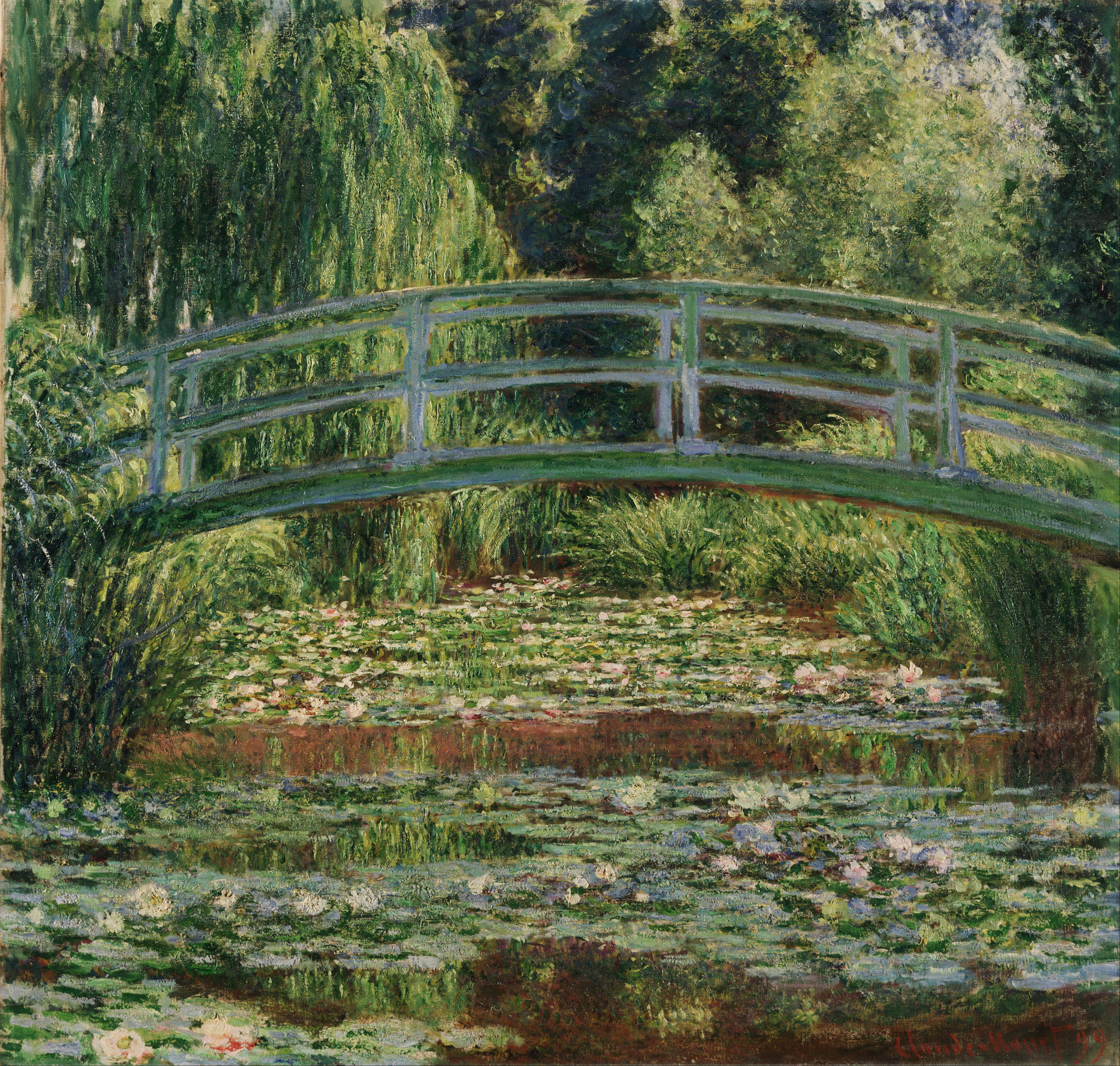
Claude Monets trädgård i Giverny med den japaninspirerade träbron och näckrosorna. Målning från 1899.

Impressionisten Claude Monet formgav delar av sin trädgård i Giverny efter japansk modell, exempelvis lät han bygga en träbro över en näckrosdamm, vilken han avbildade vid många tillfällen. Hans fokus på enstaka objekt i målningarna, som bron och näckrosorna, visar på hans influenser från japanska träsnitt, som han för övrigt var en stor samlare av. Han planterade även en mängd japanska växter för att trädgården skulle kännas mer exotisk.
Japonismen påverkade även musiken. År 1871 skrev Camille Saint-Saëns operan La princesse jaune, till ett libretto av Louis Gallet, där en holländsk flicka är svartsjuk på sin konstnärsväns fixering vid ett japanskt träsnitt. År 1885 skrev Gilbert och Sullivan operetten The Mikado. Där använde Sullivan en version av sången "Ton-yare Bushi" av Ômura Masujiro. Giacomo Puccini använde samma melodi i sin opera Madama Butterfly 1904.
Ukiyo-e, med sina slingrande linjer, mönstrade ytor, plana bildyta och kontrasterande negativa former inspirerade art nouveau. Japansk konst påverkade även den tidiga modernistiska litteraturen. Ezra Pound intresserade sig för östasiatisk kultur redan 1909 genom studier av ukiyo-e tillsammans med Laurence Binyon, intendent vid British Museum i London, vilken influerade honom till imagistiska poetiska visioner av Japan utifrån ekfraser av dessa träsnitt. Liknande tydliga imagistiska tendenser återfinns hos författare som Richard Aldington, John Gould Fletcher och Amy Lowell.

## Kronologiskt galleri

James McNeill Whistlers The Princess from the Land of Porcelain, 1863–1865
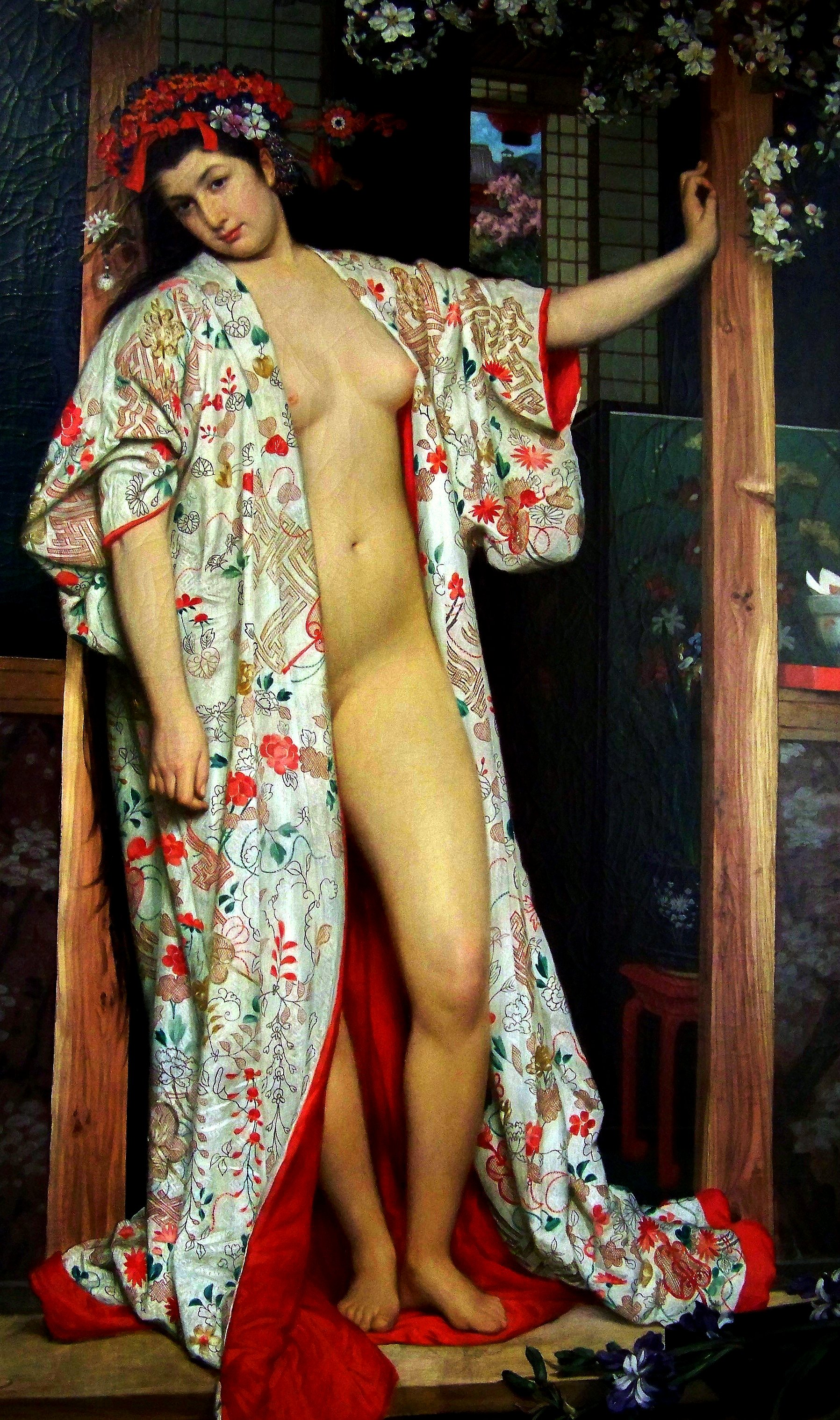
James Tissots La Japonaise au bain, 1864
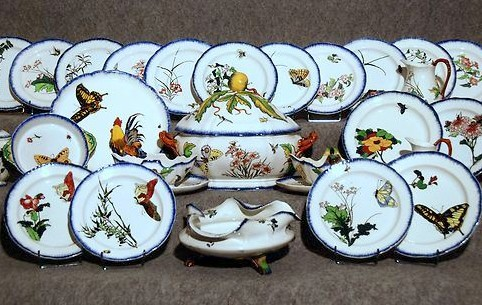
Félix Bracquemonds Service Rousseau, 1867
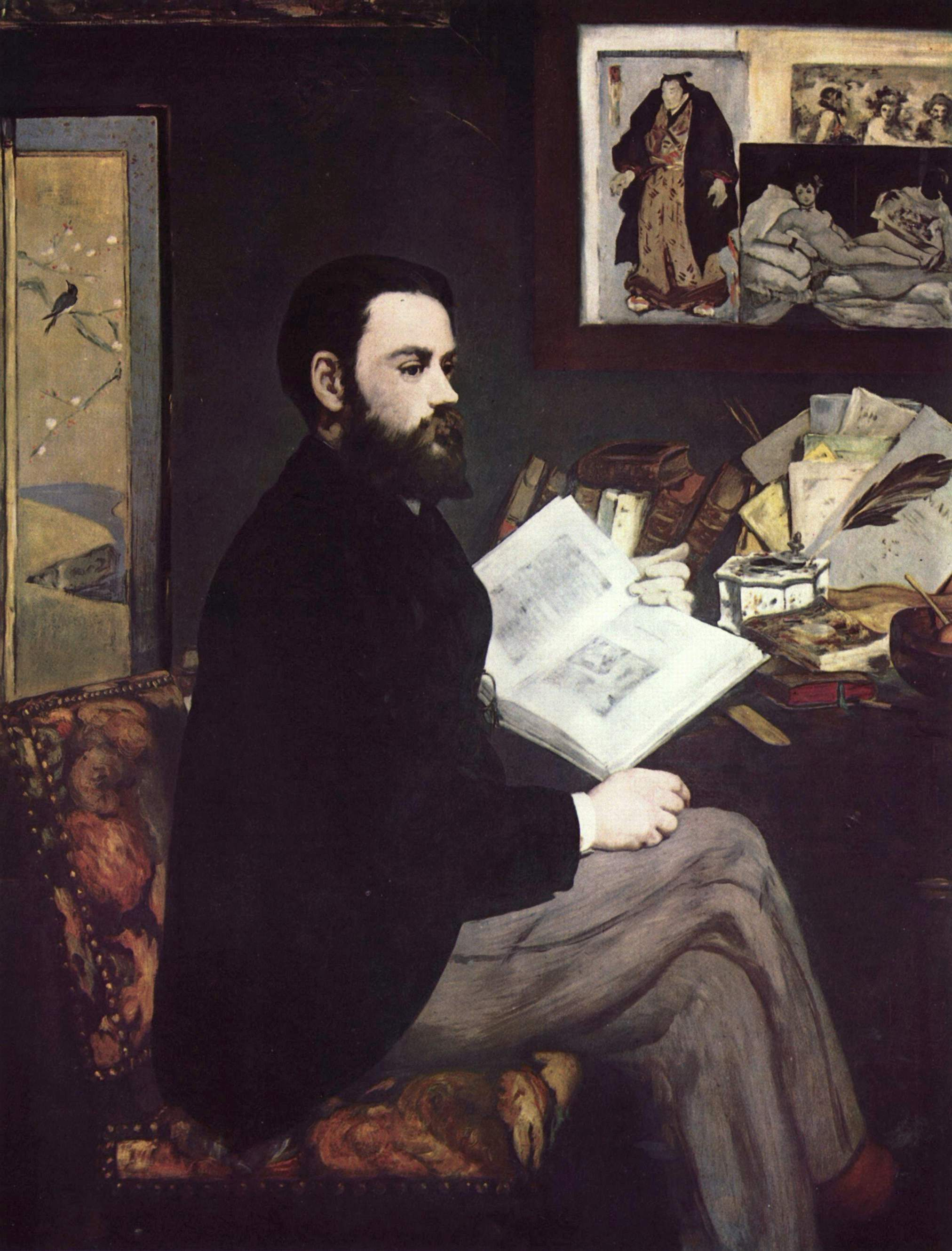
Édouard Manets Portrait de Émile Zola, 1868
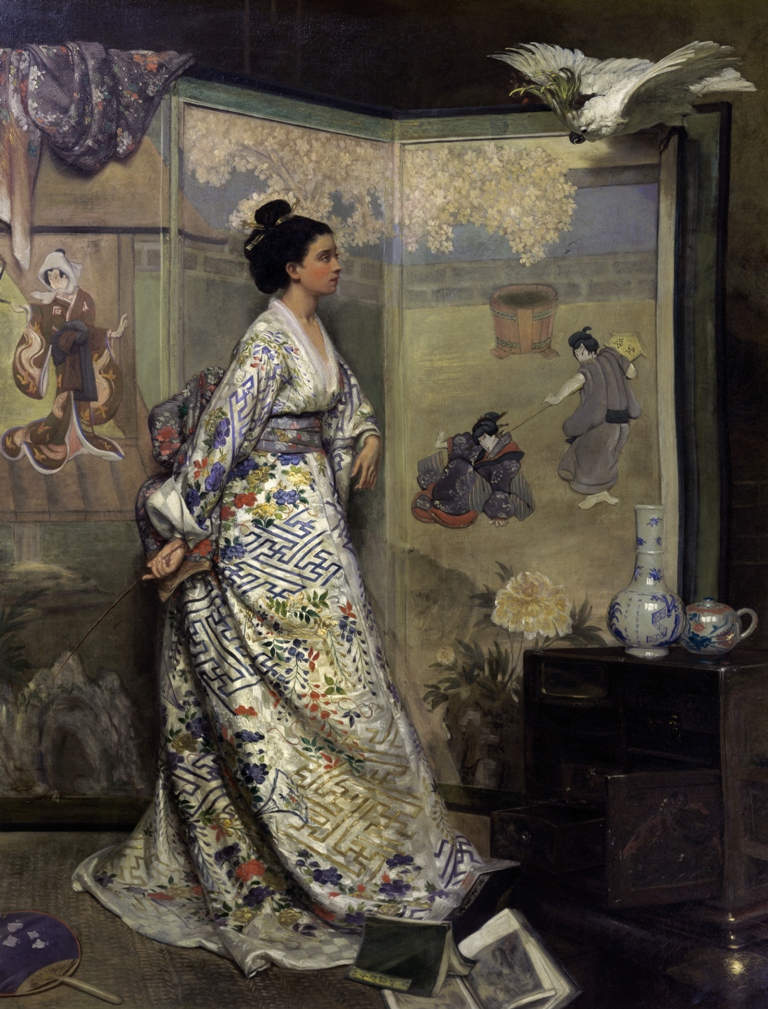
Gustave Léonard de Jonghes L'Éventail japonais ou L'Admiratrice du Japon, cirka 1865
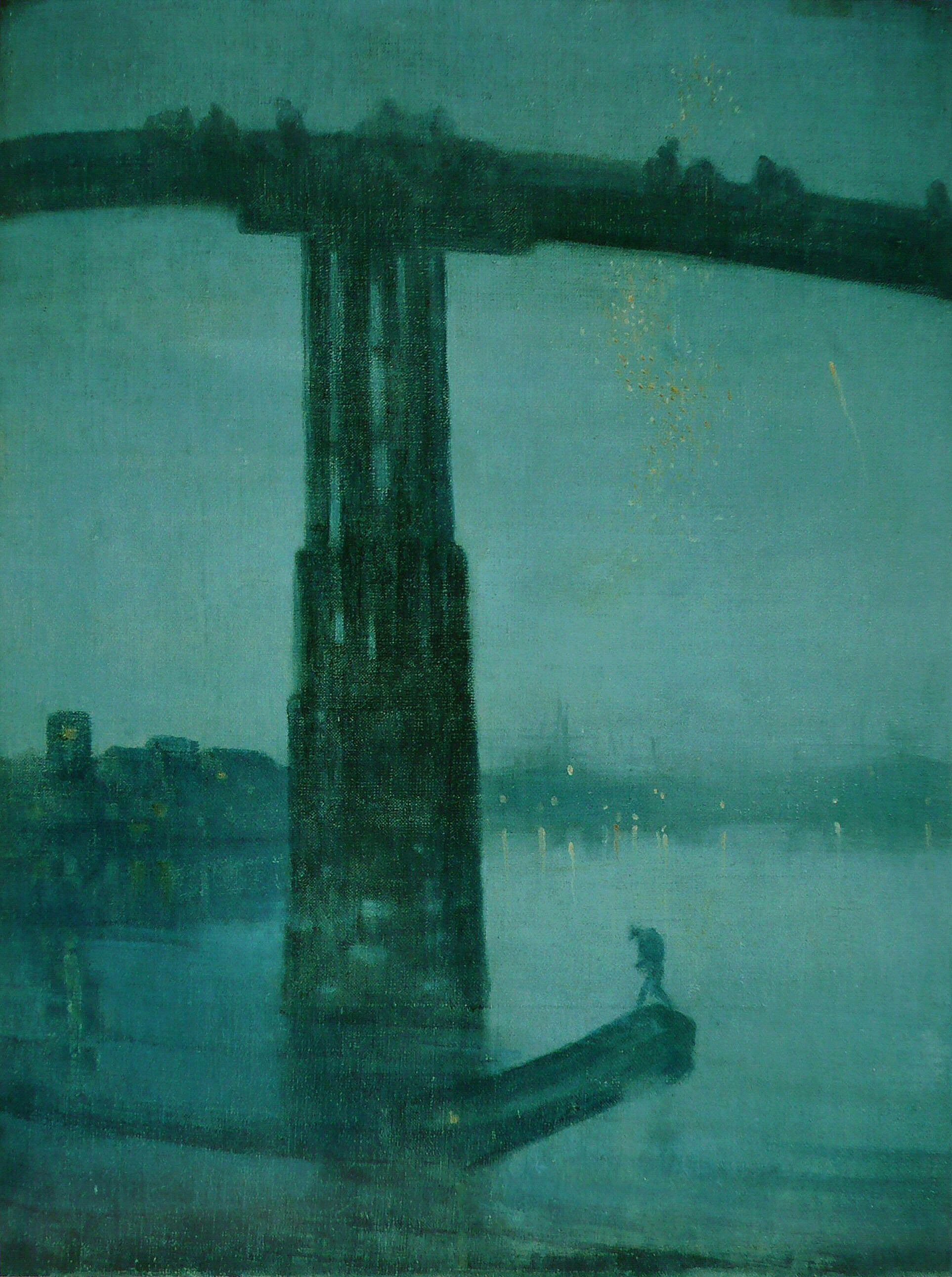
James McNeill Whistlers Nocturne in Blue and Gold: Old Battersea Bridge, 1872–1875
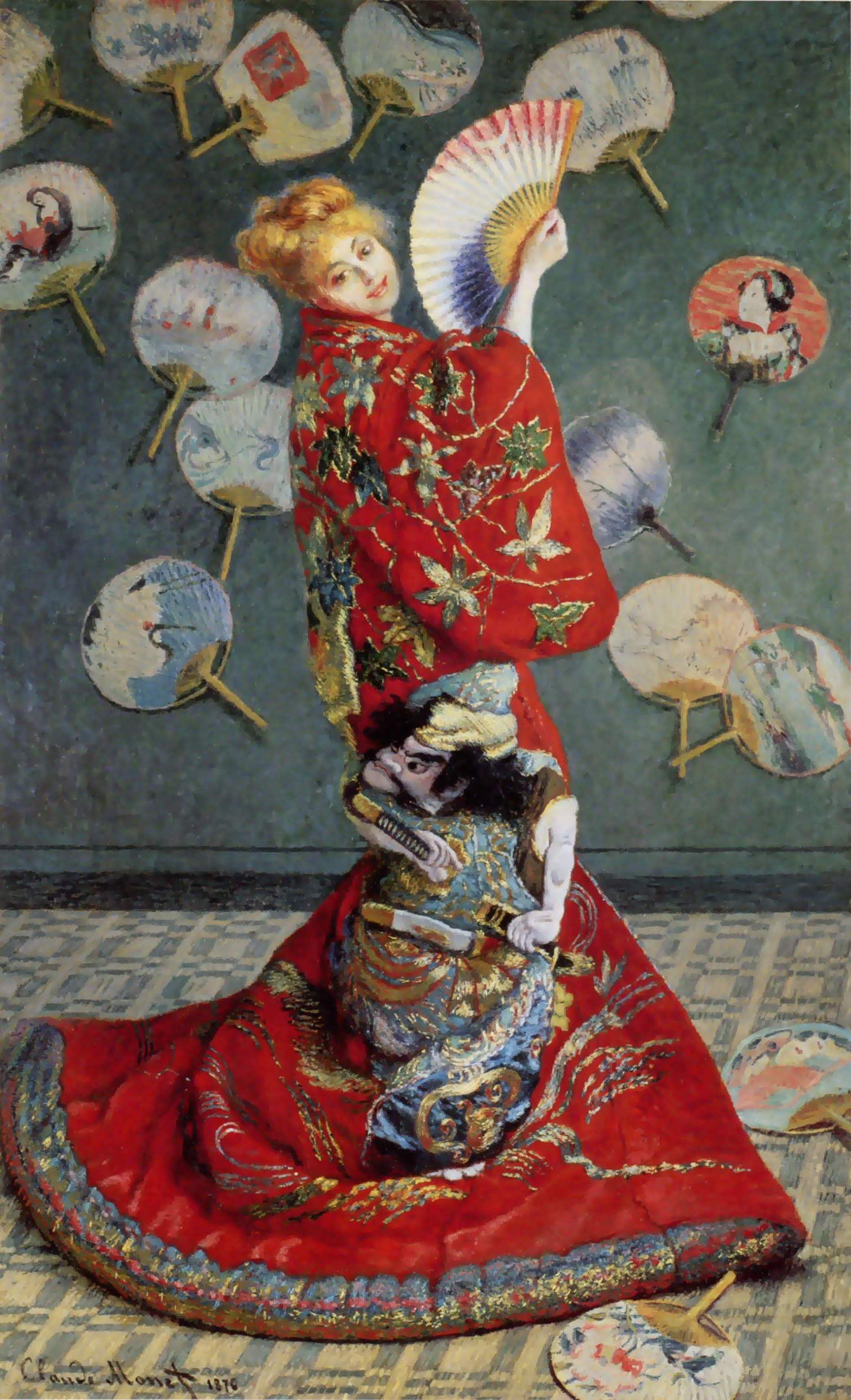
Claude Monets Madame Monet en costume Japonais, 1875
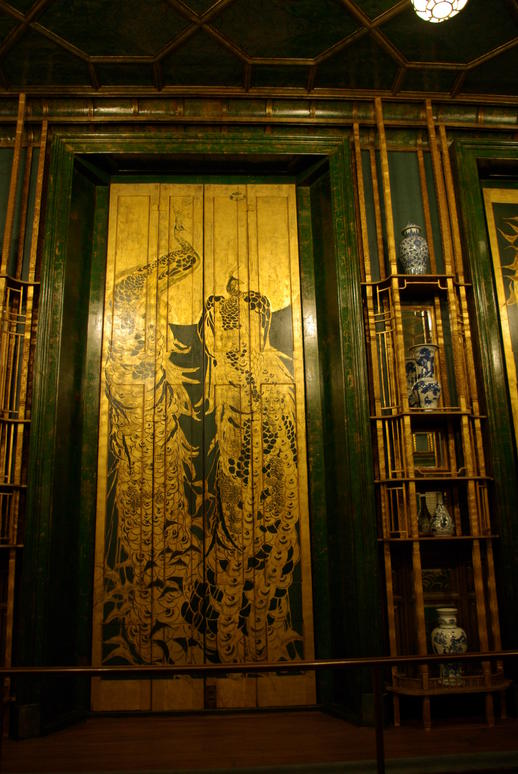
James McNeill Whistlers The Peacock Room, 1876–1877
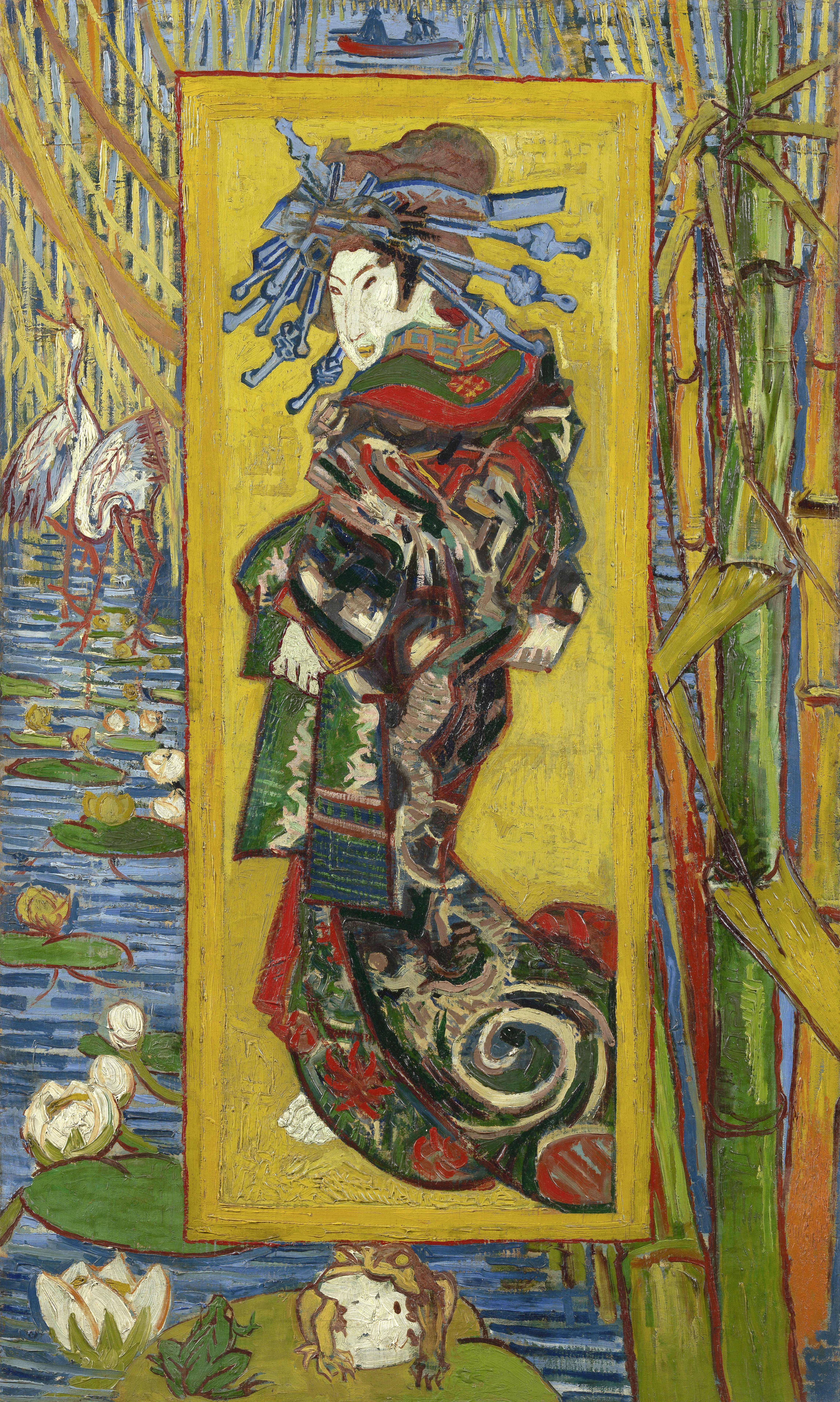
Vincent van Goghs La courtisane (efter träsnitt av Keisai Eisen), 1887
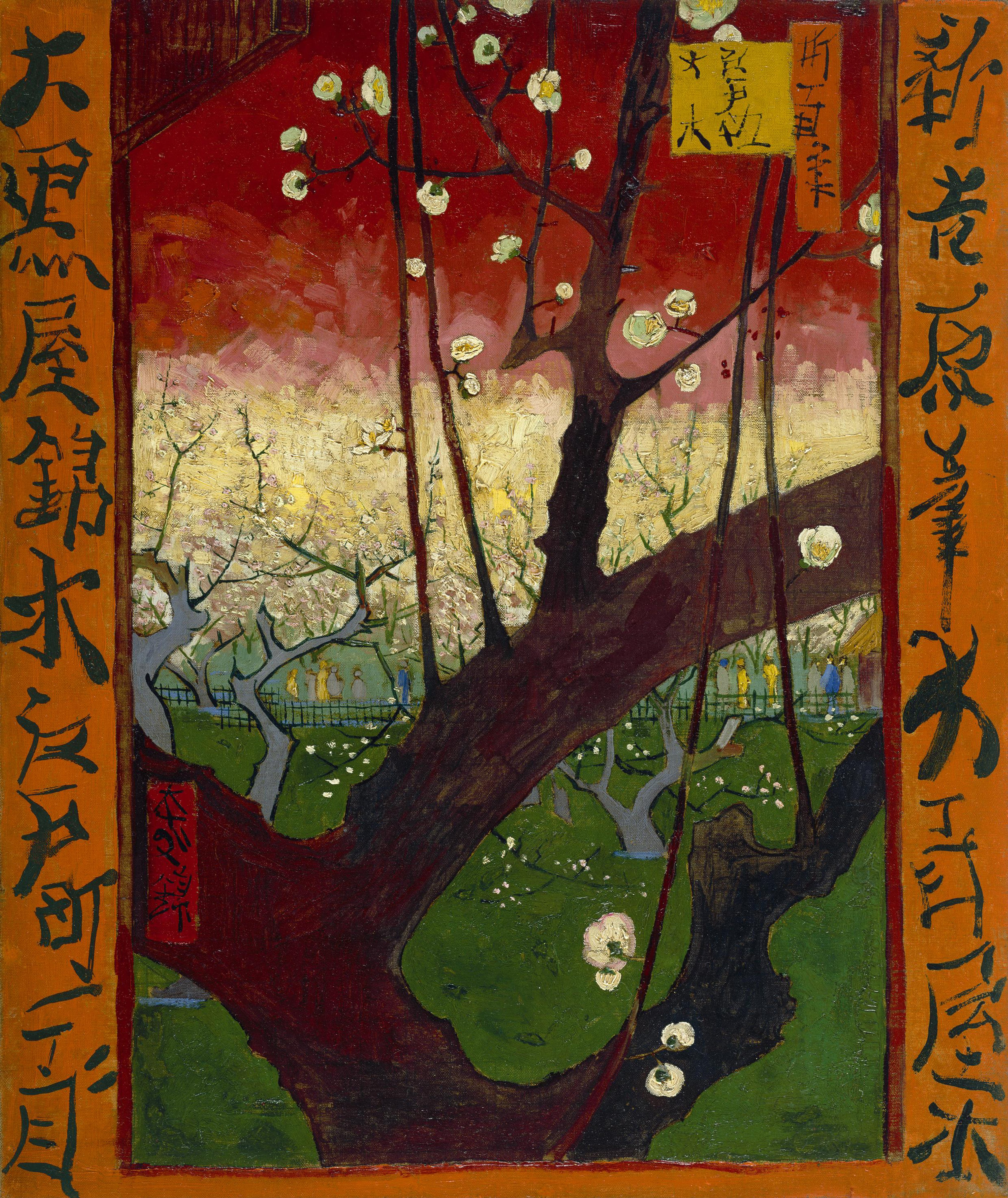
Vincent van Goghs Bloeiende pruimenboomgaard (efter Hiroshiges träsnitt Plum Park in Kameido), 1887
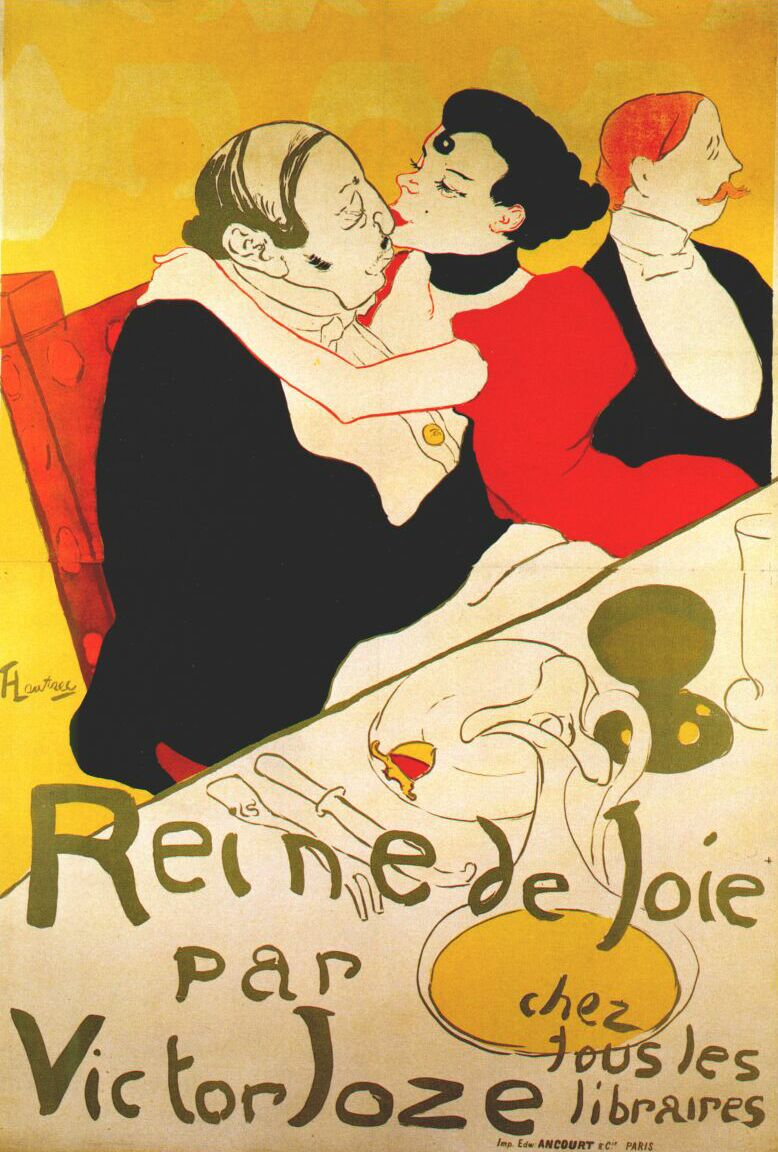
Litografisk affisch av Henri de Toulouse-Lautrec, 1892
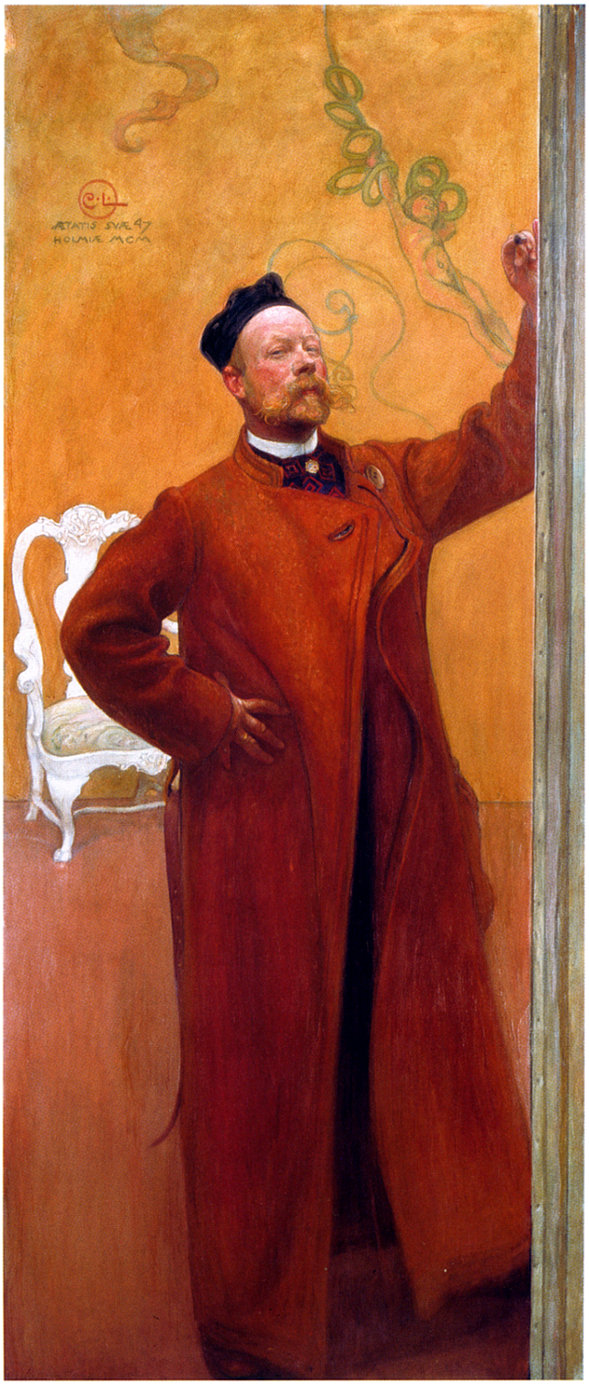
Carl Larssons Framför spegeln, 1900
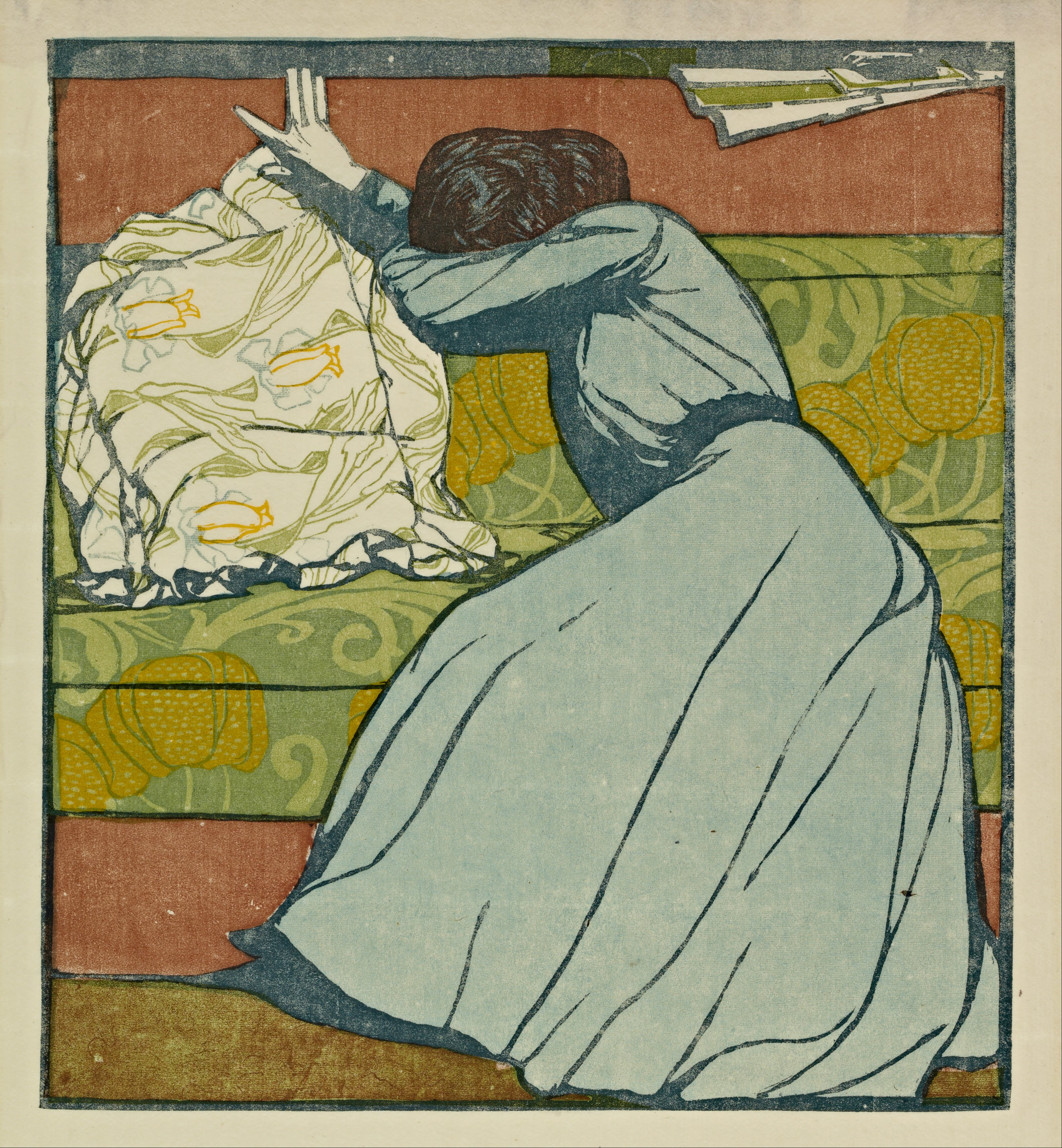
Max Kurzweils Der Polster, 1903
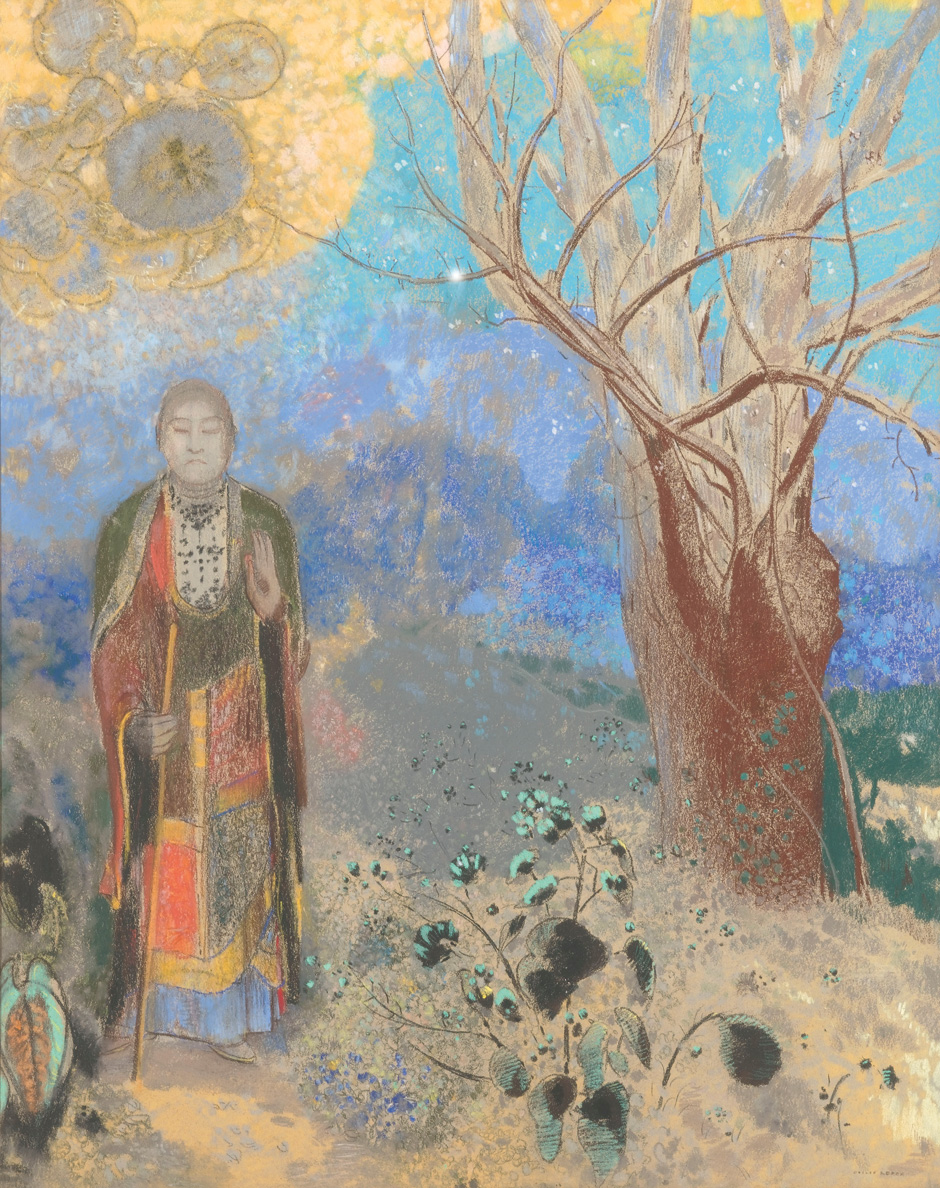
Odilon Redons Le Bouddha, 1906
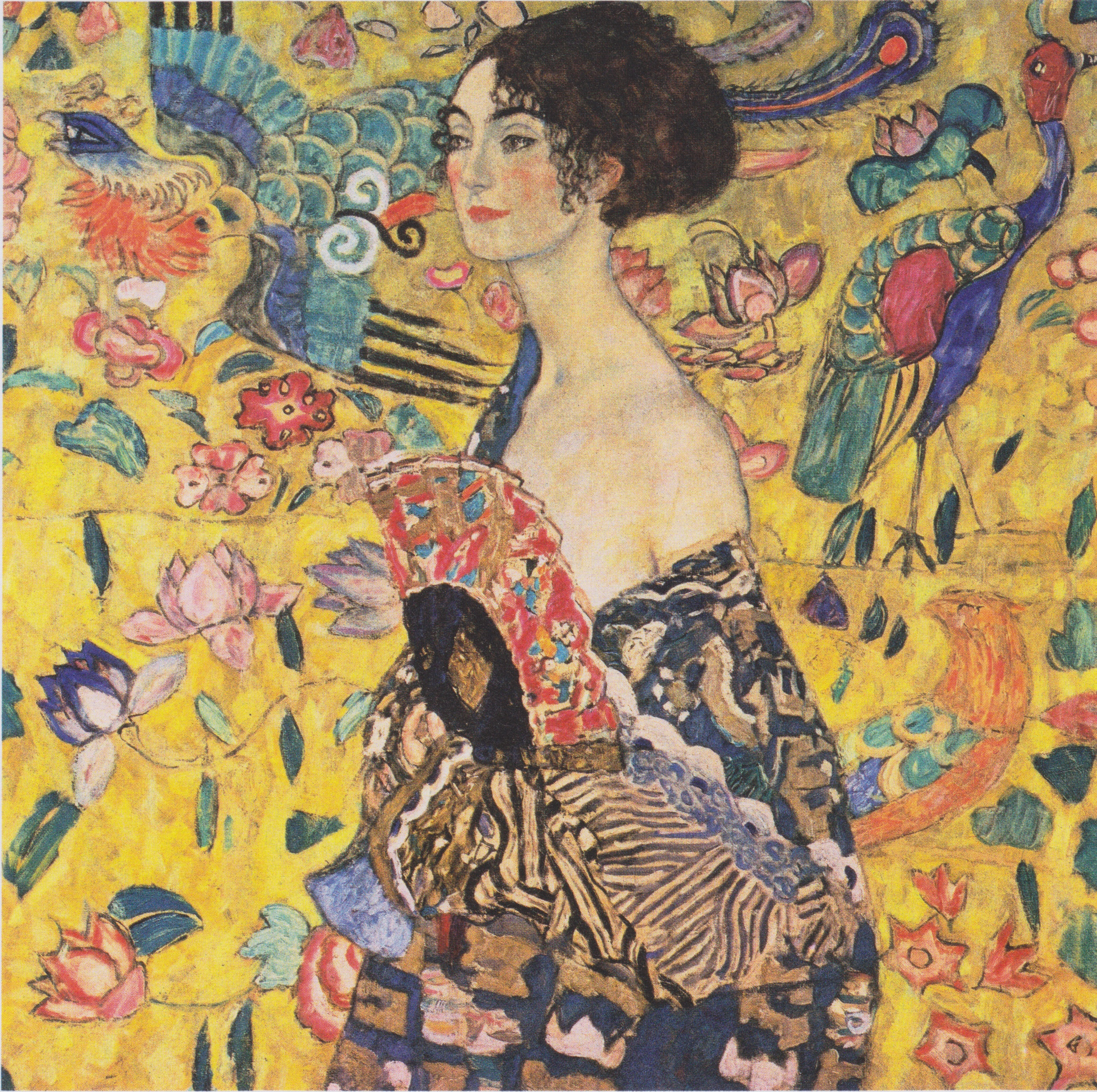
Gustav Klimts Dame mit Fächer, 1917/18